# Ceratocapsus lutescens
Ceratocapsus lutescens är en insektsart som beskrevs av Reuter 1876. Ceratocapsus lutescens ingår i släktet Ceratocapsus och familjen ängsskinnbaggar. Inga underarter finns listade i Catalogue of Life.